# Petit-Goâve
Petit-Goâve (creolă haitiană Piti gwav) este o comună din arondismentul Léogâne, departamentul Ouest, Haiti, cu o suprafață de 387,88 km2 și o populație de 157.296 locuitori (2009).